# Comitatul Turóc
Comitatul Turóc, cunoscut și ca Varmeghia Turóc (în maghiară Turóc vármegye, în germană Komitat Turz, în latină Comitatus Thurociensis, în slovacă Turčianska župa), a fost o unitate administrativă a Regatului Ungariei din secolul XV și până în 1920. În prezent, teritoriul fostului comitat se află în nord-vestul Slovaciei, denumirea Turiec desemnând doar informal teritoriul corespondent. Capitala comitatului a fost orașul Turócszentmárton (în germană Turz-Sankt Martin, în slovacă Turčiansky Svätý Martin), care poartă din 1950 numele de Martin.

## Geografie
Comitatul Turóc se învecina la vest cu Comitatul Nitra (Nyitra), la nord cu comitatele Trencsén (Trenčín) și Árva (Orava), la est cu Comitatul Liptó (Liptov) și la sud cu comitatele Zvolen (Zólyom) și Bars (Tekov). Era situat între munții Malá Fatra și Veľká Fatra. Râul Turiec (Turóc) curgea pe teritoriul comitatului. Suprafața comitatului în 1910 era de 1.123 km², incluzând suprafețele de apă.

## Istorie
Comitatul Turóc a fost înființat înainte de secolul XV. Capitala comitatului a fost Castelul Sklabiňa și orașul Martin (denumit până în 1950: Turčiansky Svätý Martin); începând din 1772 doar orașul Martin a fost capitală.
La sfârșitul Primului Război Mondial, teritoriul său a devenit parte componentă a noului stat Cehoslovacia, aceste modificări de granițe fiind recunoscute prin Tratatul de la Trianon (1920). În 1993, Cehoslovacia s-a divizat din nou, iar teritoriul fostului comitat Turóc a devenit parte a Slovaciei.

## Demografie
În 1910, populația comitatului era de 55.703 locuitori, dintre care: 
- Slovaci -- 38.432 (68,99%)
- Germani -- 10.993 (19,73%)
- Maghiari -- 5.560 (9,98%)

## Subdiviziuni
La începutul secolului 20, subdiviziunile comitatului Turóc erau următoarele:
- Turócul de Jos - cu centrul la Martin, subdiviziunea corespondentă este în prezent Districtul Martin
- Turócul de Sus - cu centrul la Turčianske Teplice, subdiviziunea corespondentă este în prezent Districtul Turčianske

| Districte (járás) | Districte (járás)                   |
| District          | Capitală                            |
| ----------------- | ----------------------------------- |
| Stubnyafürdő      | Stubnyafürdő --- Turčianske Teplice |
| Turócszentmárton  | Turócszentmárton --- Martin         |